# Heinz-Werner Lenz

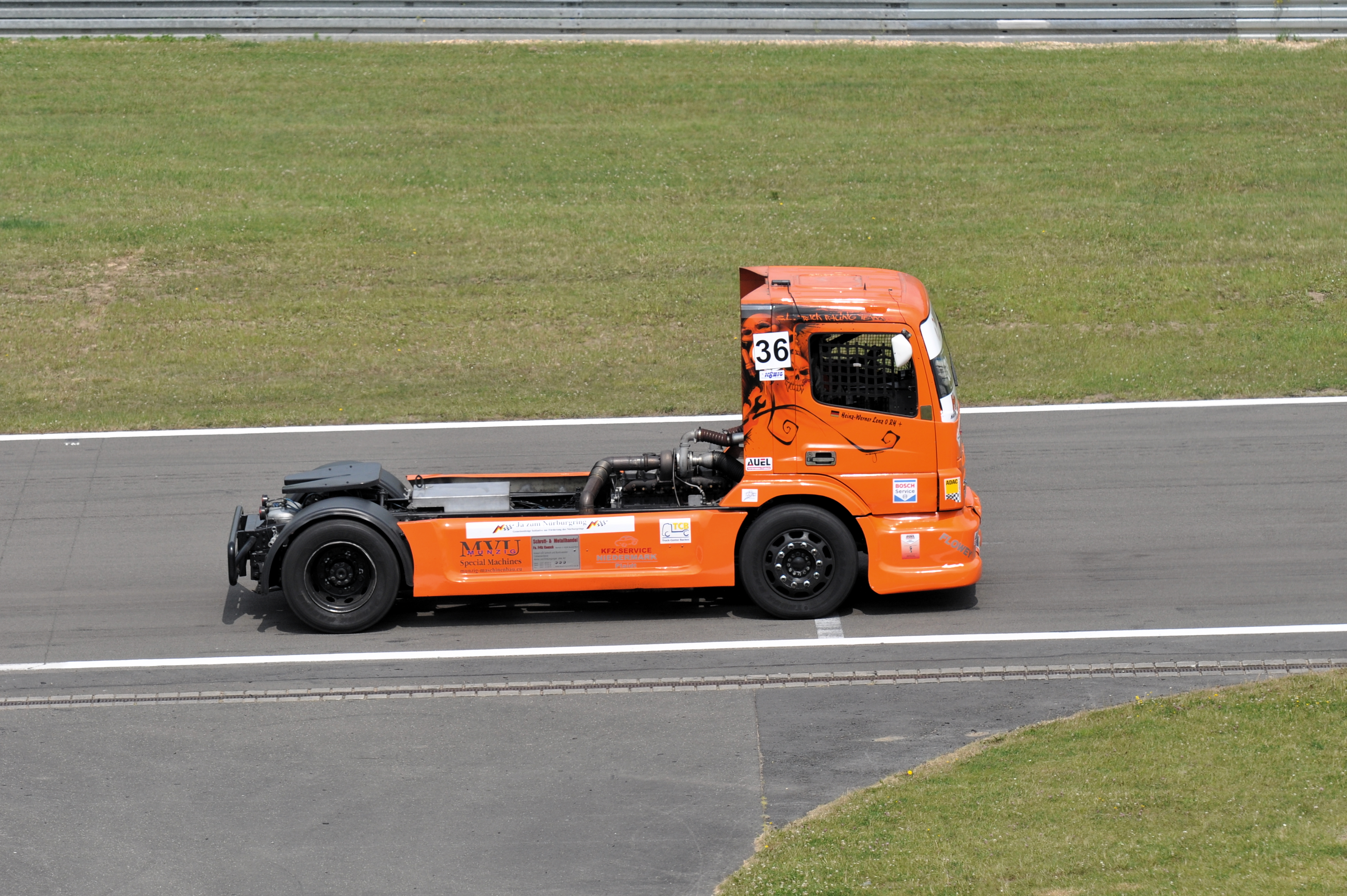
Mercedes-Renntruck von Heinz-Werner Lenz

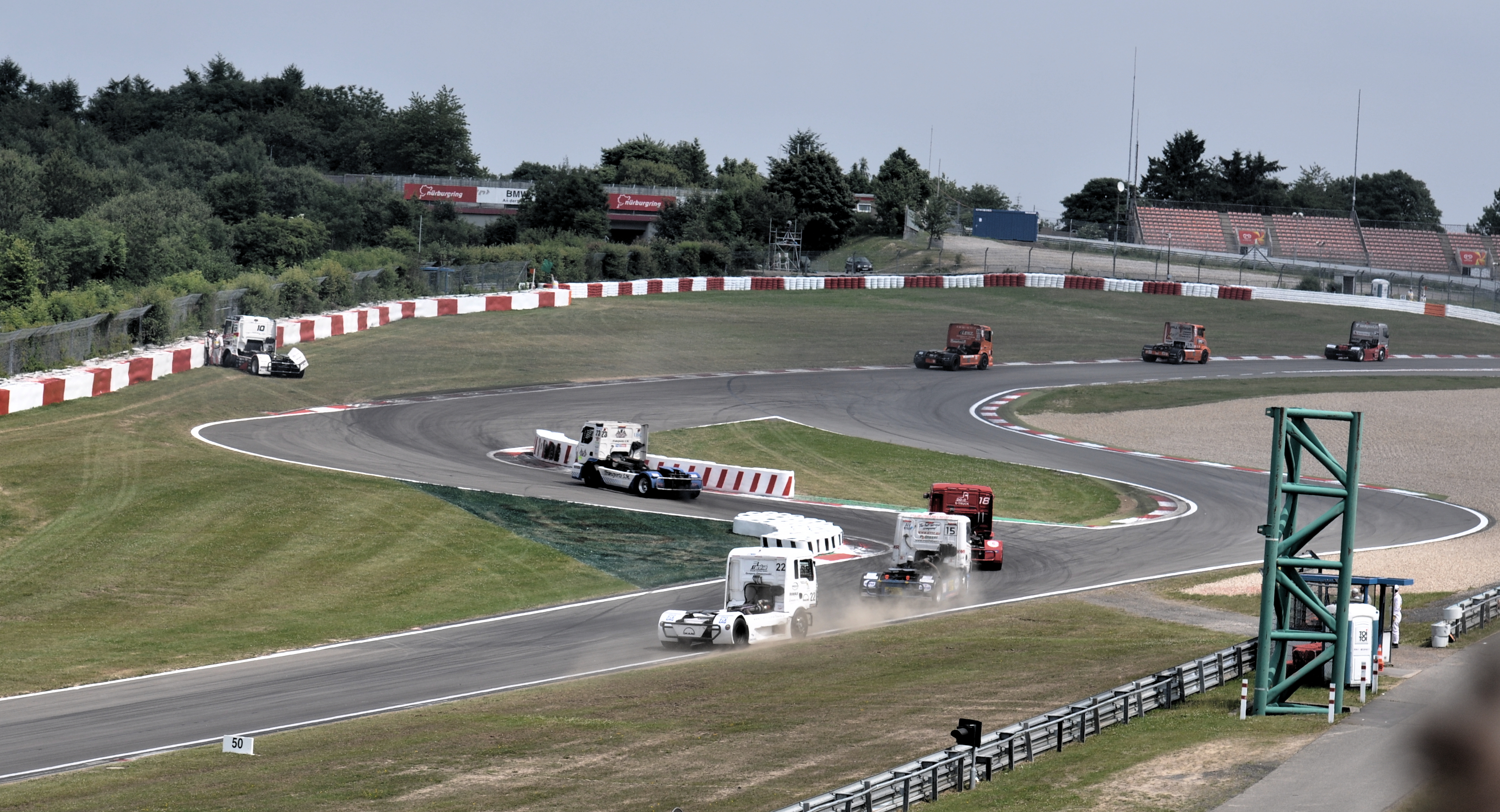
Vater und Sohn mit ihren orangen Mercedes-Renntrucks beim Truck Grand Prix 2013 am Nürburgring (Nr. 35 und 36)

Heinz-Werner Lenz (* 17. August 1957 in Koblenz) ist ein deutscher Truckrennfahrer.

## Karriere
Sein erstes Rennen fuhr Heinz-Werner Lenz 1991 in Zolder (Belgien). Seit 1992 fährt er in der Truck-Racing-Europameisterschaft mit. Dabei fuhr er in den Klassen C, Super-Race-Trucks und Race-Trucks und erzielte die Plätze 1 bis 12.
Von 1997 bis 1999 war er nach Curt Göransson der zweite Truck-Rennfahrer in der Geschichte dieses Sports, dem es gelang die Meisterschaft in seiner Klasse in drei aufeinanderfolgenden Jahren zu gewinnen. Der dritte Rennfahrer der bislang den Titel-Hattrick gewann ist Jochen Hahn (2013).
Zusammen mit seinem Sohn Sascha Lenz, der sich seit 2006 diesem Sport widmet, fährt er für das S.L. Truck Racing Team Mercedes Renntrucks.
Der Mercedes-Langhauber vom Typ 1938 stammt aus brasilianischer Fabrikation und leistet mit knapp 12 Litern Hubraum und 5,5 Tonnen 850 PS. 

## Erfolge
- 1996: Vize-Europameister
- 1997: Europameister in der Klasse Race-Trucks
- 1998: Europameister in der Klasse Race-Trucks
- 1999: Hattrick-Europameister in der Klasse Race-Trucks
- 2000: Vize-Europameister

In der Saison 2013 erzielte er Platz 24, fuhr allerdings zusammen mit seinem Sohn Sascha Lenz (Platz 25) auch lediglich das Rennen am Nürburgring mit.